# كوري هيوز
كوري هيوز (بالإنجليزية: Corey Hughes)‏ هو لاعب دوري الرغبي أسترالي، ولد في 17 فبراير 1978 في سيدني في أستراليا.